# Elio Palumbo
Elio Pasquale Palumbo, detto Eliop (Taranto, 16 giugno 1933 – Roma, 27 luglio 2004), è stato un paroliere, compositore, produttore discografico, regista italiano.

## Biografia
Dopo aver lavorato negli anni cinquanta e sessanta per la RAI come regista televisivo (tra l'altro in alcune puntate de Il Musichiere ed alcune puntate de Le inchieste del commissario Maigret), si dedicò alla carriera di produttore discografico (tra gli altri del complesso I Giganti), e di organizzatore musicale, dando vita, a partire dal 1966, il Festival dei Complessi di Rieti, noto anche come Parata di primavera.
Nel 1972 diresse il suo unico film con lo pseudonimo Helia Colombo, il poliziesco La polizia brancola nel buio, distribuito con scarso successo soltanto nel 1975.
Tuttavia il boom discografico arrivò proprio nel 1975 con il brano "Tornerò" interpretato dal complesso i Santo California che, tradotto in molte lingue, ha venduto oltre 11 milioni di copie in tutto il mondo.
Negli anni settanta fondò con il fratello Franco la Yep Records e la WJK Record e lanciò nuovi cantanti e complessi come i Santo California, il duo melodico Juli & Julie (dove militava il padre di Giorgia), i Paco Andorra, Jo Chiarello, Flavia Fortunato, Stella Carnacina e tanti altri.
Compose molte canzoni per i cantanti della sua etichetta, tra cui Monica per i Santo California, che si classificò al terzo posto al Festival di Sanremo 1977; come compositore usò spesso lo pseudonimo Eliop.
Partecipò anche al Festival di Sanremo 1986 con Verso il 2000 e al Festival di Sanremo 1987 con Canto per te, presentate entrambe da Flavia Fortunato.
È deceduto a 71 anni nel 2004.

## Le principali canzoni scritte da Elio Palumbo
| Anno | Titolo              | Autori del testo                        | Autori della musica                                | Interpreti       |
| ---- | ------------------- | --------------------------------------- | -------------------------------------------------- | ---------------- |
| 1974 | Tornerò             | Elio Palumbo                            | Claudio Natili, Ignazio Polizzy e Marcello Ramoino | Santo California |
| 1977 | Monica              | Elio Palumbo                            | Giacomo Simonelli e Paolo Pinna                    | Santo California |
| 1977 | Aspetterò           | Elio Palumbo                            | Giacomo Simonelli e Paolo Pinna                    | Franco Tortora   |
| 1977 | Noi due e l'amore   | Emilio Iarrusso e Antonello De Sanctis  | Giulio Todrani e Eliop                             | Juli & Julie     |
| 1978 | Manuela amore       | Elio Palumbo                            | Giacomo Simonelli e Giulio Todrani                 | Santo California |
| 1984 | Aspettami ogni sera | Eliop, Patrizia Lazzari e Vania Magelli | Dario Sebastiani                                   | Flavia Fortunato |
| 1986 | Verso il 2000       | Antonello De Sanctis ed Alberto Cheli   | Alberto Cheli e Eliop                              | Flavia Fortunato |
| 1987 | Canto per te        | Antonello De Sanctis                    | Miro Baldoni e Eliop                               | Flavia Fortunato |